# Acaponeta (rzeka)
Acaponeta – rzeka w zachodnim Meksyku. Ma 120 mil (190 km) długości. Jej źródło znajduje się w łańcuchu górskim Sierra Madre Zachodnia. Płynie na południe od miasta Acaponeta, następnie skręca w kierunku zachodnim i uchodzi do Oceanu Spokojnego.